# Antheraea platessa
Antheraea platessa är en fjärilsart som beskrevs av Rothschild 1903. Antheraea platessa ingår i släktet Antheraea och familjen påfågelsspinnare. Inga underarter finns listade i Catalogue of Life.